# Mabian
Mabian (en chino, 马边; pinyin, Mǎbiān) es un condado autónomo bajo la administración directa de la ciudad-prefectura de Leshan. Se ubica en la provincia de Sichuan, centro-sur de la República Popular China. Su área es de 2293 km² y su población total para 2010 superó los 176 mil habitantes. 

## Administración
Desde octubre de 2022, el condado Ebian se divide en 15 pueblos que se administran en 12 poblados y 3 villas.

## Toponimia
Durante la dinastía Ming (1589), se estableció la Oficina Anbian (安边) en la Prefectura Mahu (马湖), por lo que el nombre es una fusión de ambos "Ma-Bian", también se dice que lleva el nombre de "la frontera de Mahu", donde bian significa "frontera".
Como las otras regiones autónomas, se caracteriza por estar asociada a un grupo étnico minoritario, en este caso, los Yi. La región recibió la condición de "autónomo" cuando se estableció el Condado autónomo yi de Mabian el 1 de octubre de 1984.